# The Rose and the Thorn
The Rose and the Thorn (o The Rose and the Thorns) è un cortometraggio muto del 1914 diretto da Harry Lambert (Harry Lambart).

## Trama
Trama di Moving Picture World synopsis in (EN)  su IMDb

## Produzione
Il film fu prodotto dalla Vitagraph Company of America.

## Distribuzione
Distribuito dalla General Film Company, il film - un cortometraggio in due bobine - uscì nelle sale cinematografiche statunitensi il 10 ottobre 1914.